# Dhawang
Dhawang (en népalais : धावाङ) est un comité de développement villageois du Népal situé dans le district de Rolpa. Au recensement de 2011, il comptait 4 901 habitants.